# Lo mejor de los 80 en español
Lo Mejor De Los 80 En Español es un álbum recopilatorio de varios artistas perteneciente a la compañía discográfica Arcade editado en 1996, cuyo formato lo reúnen dos CD, el primer CD está compuesto por 15 canciones, y el segundo CD está compuesto por 14 canciones.

## Canciones
- CD 1

| N.º | Título                            | Intérprete           | Duración |  |
| 1.  | «No mires a los ojos de la gente» | Golpes Bajos         |          |  |
| 2.  | «El límite»                       | La Frontera          |          |  |
| 3.  | «Entre tú y yo»                   | El Norte             |          |  |
| 4.  | «Hoy no me puedo levantar»        | Mecano               |          |  |
| 5.  | «Selector de frecuencias»         | Aviador Dro          |          |  |
| 6.  | «Olaf el vikingo»                 | Los Nikis            |          |  |
| 7.  | «Lo estás haciendo muy bien»      | Semen Up             |          |  |
| 8.  | «El coche de la plas»             | PVP                  |          |  |
| 9.  | «Hoy estoy pensando en ti»        | Tennessee            |          |  |
| 10. | «Enfermera de noche»              | La Mode              |          |  |
| 11. | «Gran ganga»                      | Almodóvar y McNamara |          |  |
| 12. | «Venezia»                         | Hombres G            |          |  |
| 13. | «Beber y bailar»                  | Ciudad Jardín        |          |  |
| 14. | «Comerranas»                      | Seguridad Social     |          |  |
| 15. | «Pongamos que hablo de Madrid»    | Joaquín Sabina       |          |  |

- CD 2

| N.º | Título                             | Intérprete         | Duración |  |
| 1.  | «Dieron las diez»                  | Burning            |          |  |
| 2.  | «Sevilla»                          | Miguel Bosé        |          |  |
| 3.  | «Frío»                             | Alarma!!!          |          |  |
| 4.  | «Grité una noche»                  | Nacha Pop          |          |  |
| 5.  | «Mía»                              | Los Rebeldes       |          |  |
| 6.  | «Sabana Sabana»                    | Negros S.A.        |          |  |
| 7.  | «Me debo marchar»                  | Los Elegantes      |          |  |
| 8.  | «Carolina»                         | Paraíso            |          |  |
| 9.  | «Sobre un vidrio mojado»           | Los Secretos       |          |  |
| 10. | «Te podría besar (pero no debo)»   | Rubí y los Casinos |          |  |
| 11. | «No controles»                     | Olé Olé            |          |  |
| 12. | «Manué»                            | Los Inhumanos      |          |  |
| 13. | «Tiempos nuevos, tiempos salvajes» | Ilegales           |          |  |
| 14. | «Menuda fiesta»                    | Greta y los Garbo  |          |  |